# Яворський Тарас Ярославович
Тара́с Яросла́вович Яво́рський (нар. 9 червня 1989, Львів) — український футболіст. Нападник польського клубу «Окоцімське» (Бжесько).

## Кар'єра
Вихованець ДЮСШ «Карпати» (Львів). Перші тренери — Тарас Ткачик та Андрій Карімов. До літа 2008 року три сезони провів за «Карпати-2». З липня 2008 грає за ФК «Львів». У сезоні 2008/09 провів 1 матч у Прем'єр-лізі та 26 матчів у першості молодіжних складів, де забив 9 голів.
У лютому 2013 року уклав контракт із «Нивою» (Тернопіль).
У серпні 2014 року підписав контракт із клубом польської другої ліги Цан-Пак «Окоцімське» з міста Бжесько (Польща).